# Марґарет Найтон
Марґарет Найтон (англ. Margaret Knighton, 14 лютого 1955) — новозеландська вершниця.
Бронзова призерка Олімпійських Ігор 1988 року в командному триборстві.